# Gammendorf

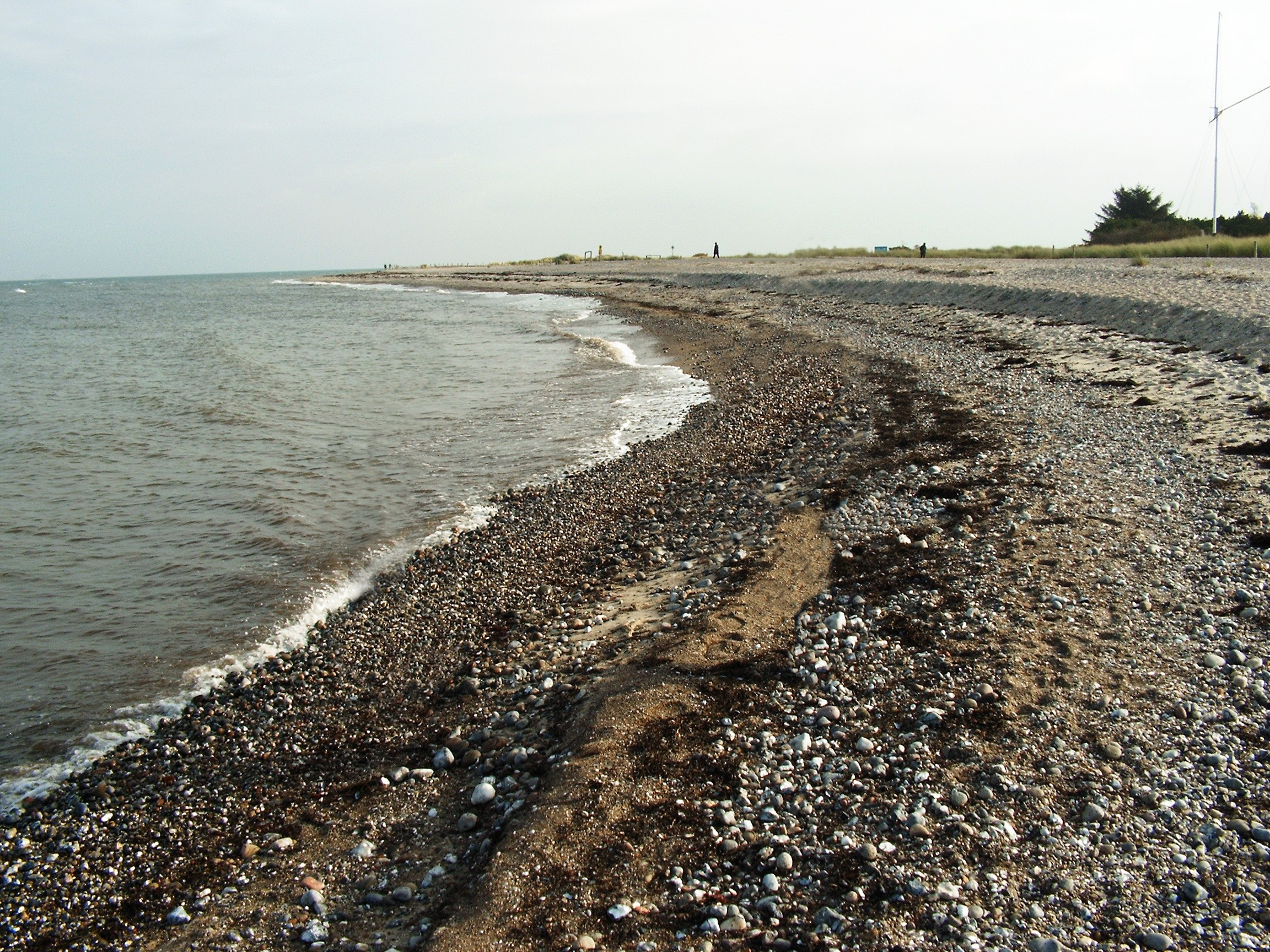
Strand am Niobe-Denkmal

Gammendorf ist ein Dorf auf der Insel Fehmarn und ein Stadtteil der Stadt Fehmarn im Kreis Ostholstein in Schleswig-Holstein.

## Geschichte
Die ersten genaueren Auskünfte über die fehmarnschen Dörfer sind im Waldemar-Erdbuch von 1231 zu finden. In diesem Buch ist alles verzeichnet, was dem dänischen König gehört. Dort ist auch Gammendorf aufgeführt in einer Größe von 12 Haken. Der Haken ist ein slawisches Landmaß und umfasst die Fläche, die man mit einem Hakenpflug an einem Tag umackern kann, oder die Lebensgrundlage einer Familie. Es ist also ein kleines Dorf gewesen. Auf einen slawischen Ursprung deutet auch die Anlage des "Siedendorfes" hin, die eine nach Westen offene U-Form aufweist. Diese Form wird noch deutlicher, wenn man die Besiedlung in früheren Zeiten betrachtet. Dann zeigt sich nämlich eine wesentlich größere Anzahl von Gebäuden im Ost- und Nordteil des Dorfes. Der zweite Dorfteil, das "Hohendorf", ist vermutlich durch zugezogene Siedler aus Sachsen und anderen deutschen Stämmen gegründet worden. Diese Einwanderung beginnt schon, als Heinrich von Badewide bei seinem Feldzug gegen die Slawen in Wagrien im Winter 1138/39 diesen Volksteil zum mindesten auf dem Festland völlig ausrottet. Von Fehmarn soll ihn nur die Fahrt über das Wasser abgehalten haben.
1925 hatte Gammendorf 212 Einwohner.

### Gebäude
|                   | 1730 | 1784 | 1793 | 1803 | 1813 | 1833 |
| ----------------- | ---- | ---- | ---- | ---- | ---- | ---- |
| Wohnhäuser        | 43   | 39   | 36   | 33   | 37   | 42   |
| Scheunen          | 7    | 16   | 17   | 16   | 20   | 18   |
| Ställe/Viehhäuser | 18   | 11   | 10   | 12   | 6    | 8    |
| Backhäuser        | ?    | 4    | 5    | 5    | 5    | 7    |
| Speicher          | ?    | 0    | 0    | 0    | 0    | 0    |
| Sonstige Gebäude  | ?    | 1    | 1    | 4    | 4    | 3    |
| Gesamt            | ?    | 71   | 69   | 70   | 72   | 78   |

Seit 2013 gibt es in Gammendorf Straßennamen in plattdeutscher Schreibweise, die teilweise in Anlehnung an die überlieferten Namen der Dorfteile benannt wurden wie „Hohendorf“ und „Siedendorf“, hinweisend auf die Lage, „Op de Reeg“ oder auch im Hochdeutschen gebraucht „Auf der Reihe“, damit sind die dicht anliegenden Häuser in der Dorfmitte gemeint, „Wurth“, nach einem alten Ackerschlag benannt und nach Osten liegend, dann „In de Eck“, die Ecke am Strandweg.
Im Einzelnen sind dies: Hohendörp, Siedendörp, Osterliedt, Op de Reeg, An Flederbusch, Ton Strand, Wenkendörper Weg. Weiter werden die außerhalb liegenden Hofanlagen Seelust, Kohbarg und Poggensiek benannt.

### Namensherkunft
Für die Klärung des Namens Gammendorf gibt es mehrere Möglichkeiten. Er kann mit der dänischen Sprache in Beziehung gesetzt werden: Gammendorf > Gammeldorf, d. h. „Altdorf“. Es fehlt jedoch an Beweisen, die zum Namen Altdorf berechtigen.

## Lage
Der Ort liegt im Norden der Insel. Nachbardörfer sind Wenkendorf, Dänschendorf, Vadersdorf und Todendorf.

## Zitate
Der fehmarnsche Heimatforscher Peter Wiepert schreibt über Gammendorf:
„Gammendorf, großes Bauerndorf an der Nordküste, 11 km von Burg, Postbus. Mit 2 Dorfteilen, ‚Hogen‘ - und ‚Siedendörp‘. Groß angelegte Bauernhöfe. Nördlich vom Dorf größeres Binnenseegebiet mit vielen kleinen Inselchen, ‚Oevers‘ (islets) genannt. Ein Vogelparadies, überhaupt eine interessante Landschaft mit Reth, Binsen u. allen möglichen Wasserpflanzen, aufschlussreich für Botaniker.“

## Der Thingplatz
Nach Peter Wiepert soll der Gammendorfer Thingplatz am Tancken, dem nach einem früheren Anlieger benannten Dorfsoll, gelegen haben. Um 1820 waren hier noch zwölf Thingsteine, die mit der Zeit dem Häuser- und Scheunenbau zum Opfer fielen.
In der Mitte des Steinkreises, der einen Durchmesser von mindestens 32 Fuß hatte (9 – 10 m), stand ein stattlicher Weißdornbaum. Die Gammendorfer waren recht stolz auf den Baum, wie der Untergerichtsadvokat Witt um 1827 zu berichten weiß.

## Sehenswürdigkeiten
Am Gammendorfer Strand steht das Niobe-Denkmal zum Gedenken an den Untergang des Segelschulschiffs Niobe am 26. Juli 1932, bei dem 69 Menschen den Tod fanden.